# 24 mai 1959
Le dimanche 24 mai 1959 est le 144e jour de l'année 1959.

## Naissances
- Aleš Pipan, joueur et entraîneur slovène de basket-ball
- Annette Gigon, architecte suisse
- Barry O'Farrell,
- Luca Majocchi, homme d'affaires italien
- Monika Hauser, médecin italienne
- Mostafa Karkhaneh,
- Pelle Lindbergh (mort le 11 novembre 1985),
- Pradeep Roopun, président de la république de Maurice
- Randy Snow (mort le 19 novembre 2009),
- Ryo Okumoto, musicien américain
- Tony Swift, joueur anglais de rugby à XV

## Décès
- Amokrane Ould Aoudia (né le 1er janvier 1925), avocat algérien
- Ethna MacCarthy (née le 2 avril 1903),
- Henri Gervèse (né le 21 septembre 1880), peintre français
- Henri Grappin (né le 28 mars 1881), linguiste français
- John Foster Dulles (né le 25 février 1888), politicien américain
- Ville Kyrönen (né le 14 janvier 1891),

## Événements
- Création de Lycée Louis-Pasteur
- Création de Titay